# Cao nguyên Anatolia

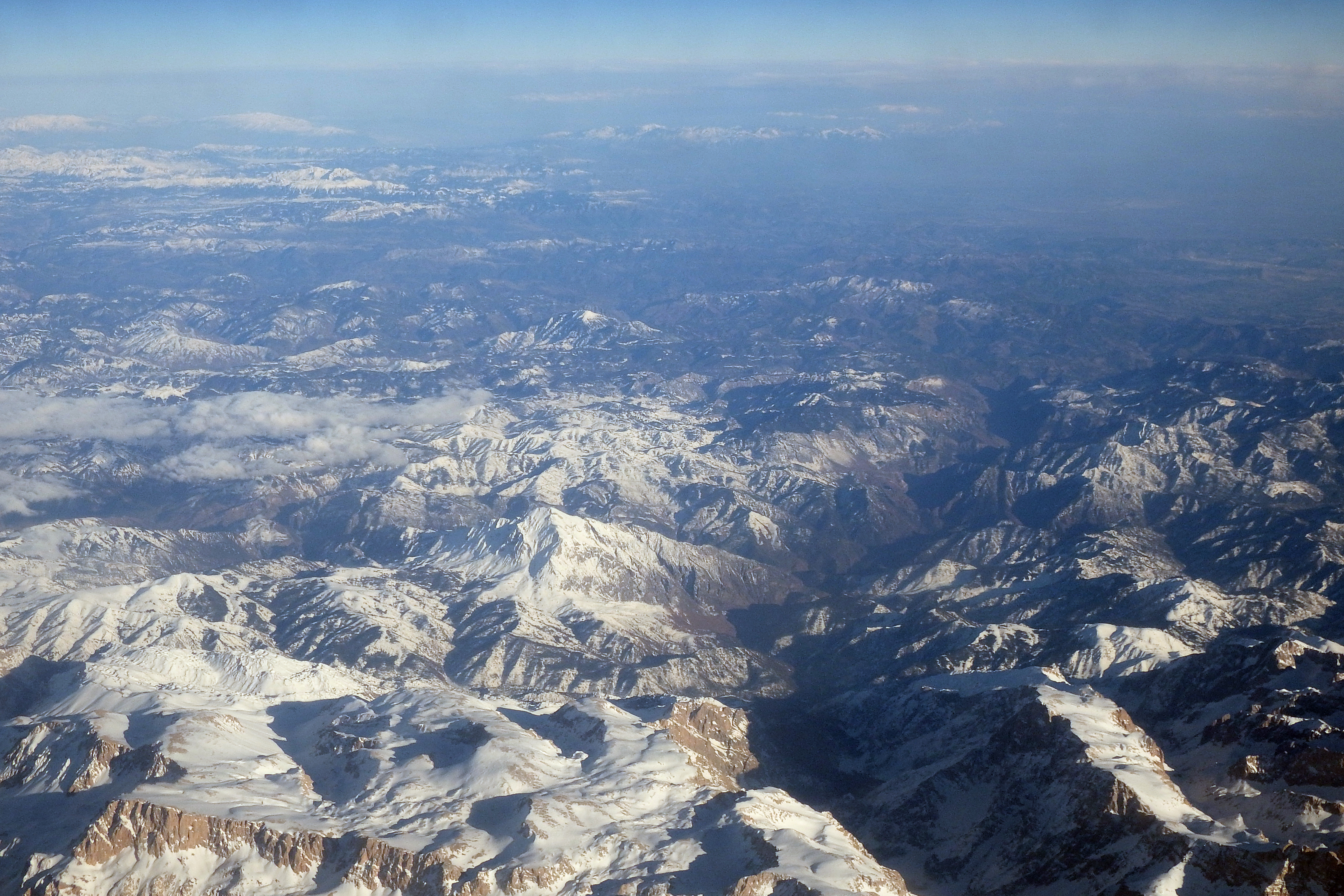
Cao nguyên Anatolia vào mùa đông.

Cao nguyên Anatolia, hoặc gọi cao nguyên Thổ Nhĩ Kì, ở vào bán đảo Tiểu Á - phía tây của châu Á, thuộc lãnh thổ của Thổ Nhĩ Kì. Phía bắc giáp biển Đen, phía nam giáp Địa Trung Hải, phía đông gần kề cao nguyên Armenia ngăn cách bởi dãy núi Taurus, phía tây đến khu vực miền tây Thổ Nhĩ Kì. Diện tích khoảng 500.000 kilômét vuông. Ba mặt cao nguyên bao quanh núi, một mặt mở rộng, địa thế thấp dần từ đông sang tây, chiều cao từ 800 - 1.200 mét so với mực nước biển.

## Vị trí địa lí

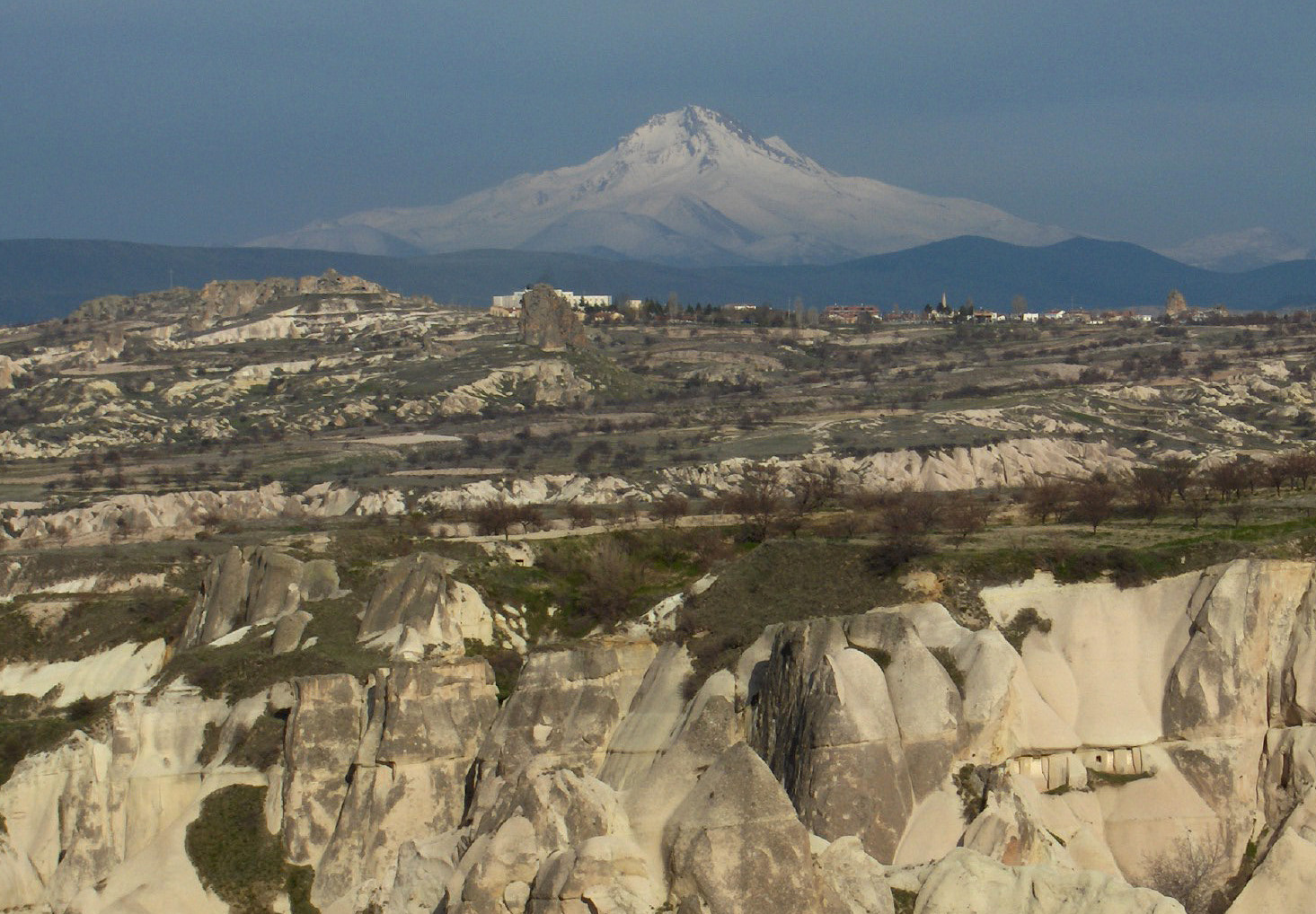
Núi Erciyes cao 3.917 mét, nhìn từ Cappadocia.